# Sexe interracial
El sexe interracial és la pràctica en la qual dues o més persones de diferent raça o ètnia tenen relacions sexuals. El sexe interracial va tenir el seu origen en els països amb un important mestissatge a causa de la gran quantitat de persones de diferents races que habitaven en un mateix territori i que es trobava allunyat del control, polític o religiós, que prohibia les relacions entre persones de diferents races, especialment en les colònies europees de Llatinoamèrica, on el mestissatge va ser molt important per a la formació de l'actual genealogia llatinoamericana. Realment aquest terme és incorrecte, ja que només existeix una raça: la humana, per tant, el terme correcte seriosa sexe interètnic.

## Pornografia
Dins de la pornografia es diu interracial al subgènere en el qual es filma a persones de diferents races tenint relacions sexuals, referint-se a les relacions sexuals mantingudes per ciutadans afroamericans amb dones blanques, homes blancs amb dones asiàtiques, etc.